# Marco Antonio González
Marco Antonio González Junquera, född 9 juli 1966 i Barcelona, är en spansk vattenpolospelare. Han ingick i Spaniens landslag vid olympiska sommarspelen 1988 och 1992.
González tog OS-silver i den olympiska vattenpoloturneringen i Barcelona.